# RFC2
Репликациони фактор C, подјединица 2 је протеин који је код људи кодиран RFC2 геном.
За елонгацију прајмираног ДНК шаблона посредством ДНК полимеразе делта и епсилон неопходни су помоћни протеини, пролиферишући ћелијски нуклеарни антиген (PCNA) и репликациони фактор Ц (РФЦ). RFC, такође познат као активатор 1, је протеински комплекс који се састоји од пет подјединица са 145, 40, 38, 37, и 36.5 кД. Овај ген кодира 40 кД подјединицу, за коју је показано да је одговорна за АТП везивање. Брисање овог гена је асоцирано са Вилијамсову синдромом. Алтернативно сплајсоване транскриптне варијанте кодирају дистинктне изоформе.

## Интеракције
RFC2 формира интеракције са BRD4, CHTF18, PCNA, RFC4 и RFC5.